# Útočná puška

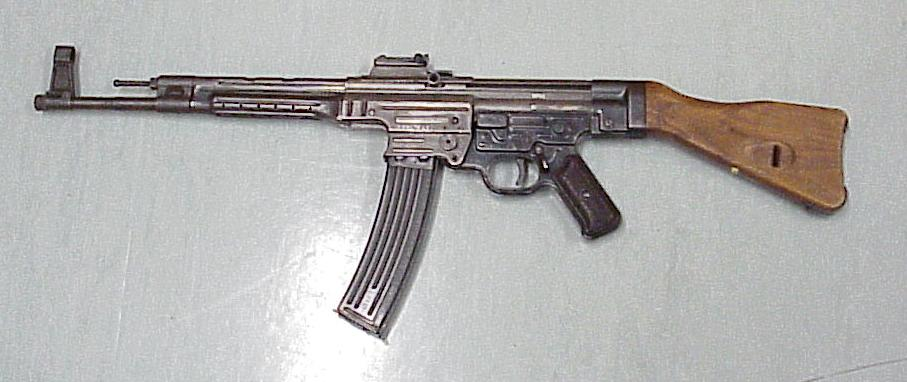
Pušku StG 44 přijal Wehrmacht a Schutzstaffel v roce 1944. Používá střelivo 7,92 × 33 mm Kurz.

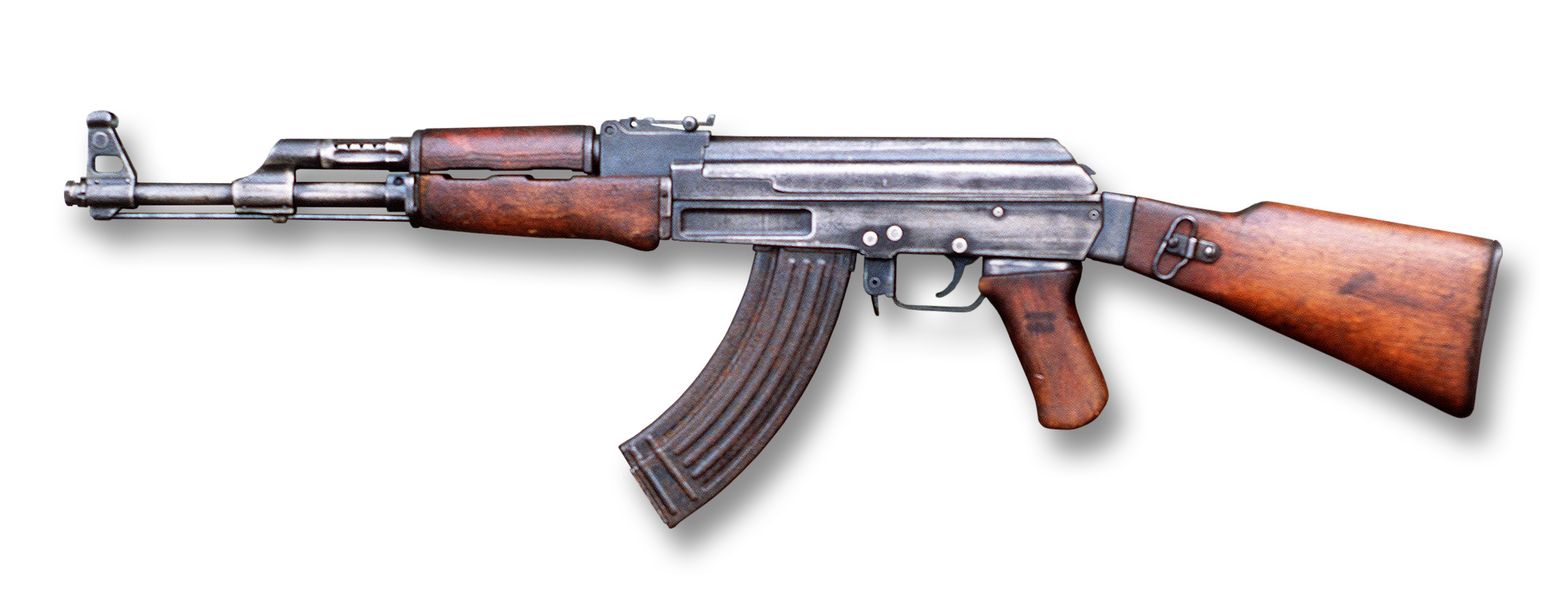
AK-47 byla sovětskou armádou přijata v roce 1949, používá střelivo 7,62 × 39 mm M43. Spolu s variantou AKM je nejběžnější útočnou puškou současnosti.

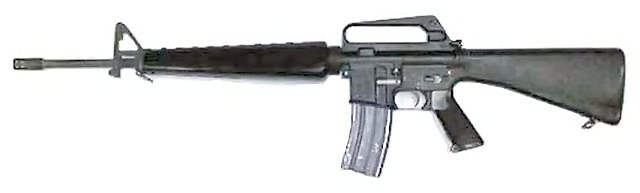
Puška M16 byla uvedena do služby v roce 1964 prostřednictvím amerických ozbrojených sil. Používá náboje 5,56 × 45 mm NATO.

Útočná puška je kategorie pěchotních zbraní střílejících nábojem střední balistické výkonnosti, schopná střílet bez opory přesně mířenými ranami na velkou vzdálenost a dávkami na kratší vzdálenost. Od samopalu se liší tím, že neužívá pistolové, ale zkrácené puškové náboje.

## Popis
Od druhé poloviny 20. století jde o základní zbraň jednotlivce ve všech vyspělých armádách, kde v této úloze nahradila pušky (ty zůstaly jen ve výzbroji odstřelovačů) i samopaly (ty zůstaly jako výzbroj osádek a obsluh vojenské techniky či speciálních jednotek). Termín útočná puška se používá spíše jen k označení kategorie zbraní, zatímco oficiální označení jednotlivých zástupců této kategorie je obvykle odlišné. Například v české armádě je útočná puška zavedena pod názvem Samopal vzor 58 (Sa vz. 58, i když o samopal ve skutečnosti nejde), v ruské armádě se používá název Avtomat (automat).

## Historie
Termín „útočná puška“ je odvozen od německé zbraně StG 44 Sturmgewehr (německy: Sturm = útok, Gewehr = puška, zbraň) používané na konci 2. světové války. Tato zbraň bývá označována za první této kategorie, ovšem zbraně používající zmenšený puškový náboj a schopné střílet dávkou existovaly již dříve. 
Jde však o kategorii, kterou je možné označit jako automatická puška. Zřejmě první z nich byla italská zbraň Cei-Rigotti, která používala náboje 6,5 × 52 mm Mannlicher-Carcano. Další byla ruská zbraň „ručnoje ružjo-pulemjot, ручное ружьё-пулемёт“ model 1916 konstruktéra V.G. Fjodorova. Šlo v podstatě o automaticky pušku používající náboj 6,5 × 50 mm SR Arisaka. 1. prosince 1916 byla touto zbraní vyzbrojena zvláštní rota elitního 1. izmailského pluku a stala se tak historicky první jednotkou na světě vyzbrojenou výhradně automatickými zbraněmi. Později byl pro ni vymyšlen kratší termín „avtomat“ (např. avtomat Kalašnikova). Další zbraní podobného charakteru byla americká M1918 Browning Automatic Rifle, která v sobě spojovala charakteristiky automatické pušky a lehkého kulometu.
Široké rozšíření automatických pušek nastalo po skončení druhé světové války. Automatické zbraně tohoto charakteru se však ve výzbroji armád objevovaly už v průběhu války. Automatické zbraně jednotlivce, schopné rychlé a účinné střelby (na rozdíl od samopalů) zaváděla jako jedna z prvních sovětská rudá armáda. Byly to jednak poloautomatické pušky SVT 38, SVT-40 a automatická AVT-40 a AVS-36. Právě mechanismus těchto pušek inspiroval Němce ke konstrukci zbraně StG 43 a její zlepšené verze StG 44..
Po zkušenostech s německým nasazením zbraní této kategorie přistoupily k zavádění útočných pušek prakticky všechny země. V současnosti se staly útočné pušky standardní zbraní pěchoty většiny zemí.

## Častý omyl
Často jsou za útočné pušky označovány jejich civilní verze, které nemohou vést střelbu dávkou. Z toho důvodu nesplňují kritérium pro zařazení do této skupiny a jedná se o samonabíjecí pušky. Například puška vz. 52 používá redukovaný puškový náboj, ale není schopná střelby dávkou, a proto se řadí mezi samonabíjecí pušky. Za útočné pušky jsou často mylně označovány civilní verze samonabíjecích pušek typové řady AR-15, jelikož zkratka "AR" je chybně považována za zkratku vytvořenou z anglického "Assault Rifle", tj. útočná puška. Ve skutečnosti ale AR-15 znamená Armalite Rifle model 15. Typová řada AR-15 nepatří mezi útočné pušky.
České zákony ani technické předpisy pojem útočná puška neznají. Do češtiny jej zanáší hlavně novináři přímým překladem zahraničních článků.

## Příklady útočných pušek
- Americká:  M16 a její zkrácená verze M4
- Argentina: FARA 83
- Austrálie: Armtech C30R
- Belgická: FN FNC, FN F2000, FN SCAR
- Brazílie: LAPA FA-03
- Britská: SA 80, Sterling SAR-87
- Československá: Samopal vzor 58, URZ AP, CZ 2000 (systém LADA)
- Česká: CZ BREN 2, CZ 805, ČZW-556, NMD-16
- Čínská lidová republika: typ 56, typ 63, QBZ-95
- Francouzská: FAMAS
- Kanadská: Colt Canada C7
- Myanmar: EMERK
- Německo: Sturmgewehr 44, HK 33, G36, Heckler & Koch HK416, Heckler & Koch G11
- Peru: Fusil Automático Doble
- Ruská: AK-12, AK-103, AN-94, AO-63
- Sovětská: AK-47, AKM, AK-74, TKB-059
- Thajsko: Rung Paisarn RPS-001
- Rakousko: Steyr AUG
- Izrael: Galil, TAR-21
- Jižní Afrika: Vektor R4/R5/R6